# The Cocked Hat
The Cocked Hat (englisch für Der Zweispitz) ist ein 900 m hoher und kliffartiger Berg im ostantarktischen Viktorialand. In der Saint Johns Range ragt er 5,5 km südwestlich des Lizards Foot auf.
Thomas Griffith Taylor (1880–1963), Frank Debenham, Tryggve Gran und Robert Forde (1875–1959) entdeckten ihn bei der Erkundung des Wilson-Piedmont-Gletschers im Zuge der Terra-Nova-Expedition (1910–1913) des britischen Polarforschers Robert Falcon Scott und gaben dem Berg seinen deskriptiven Namen.